# Euterpe

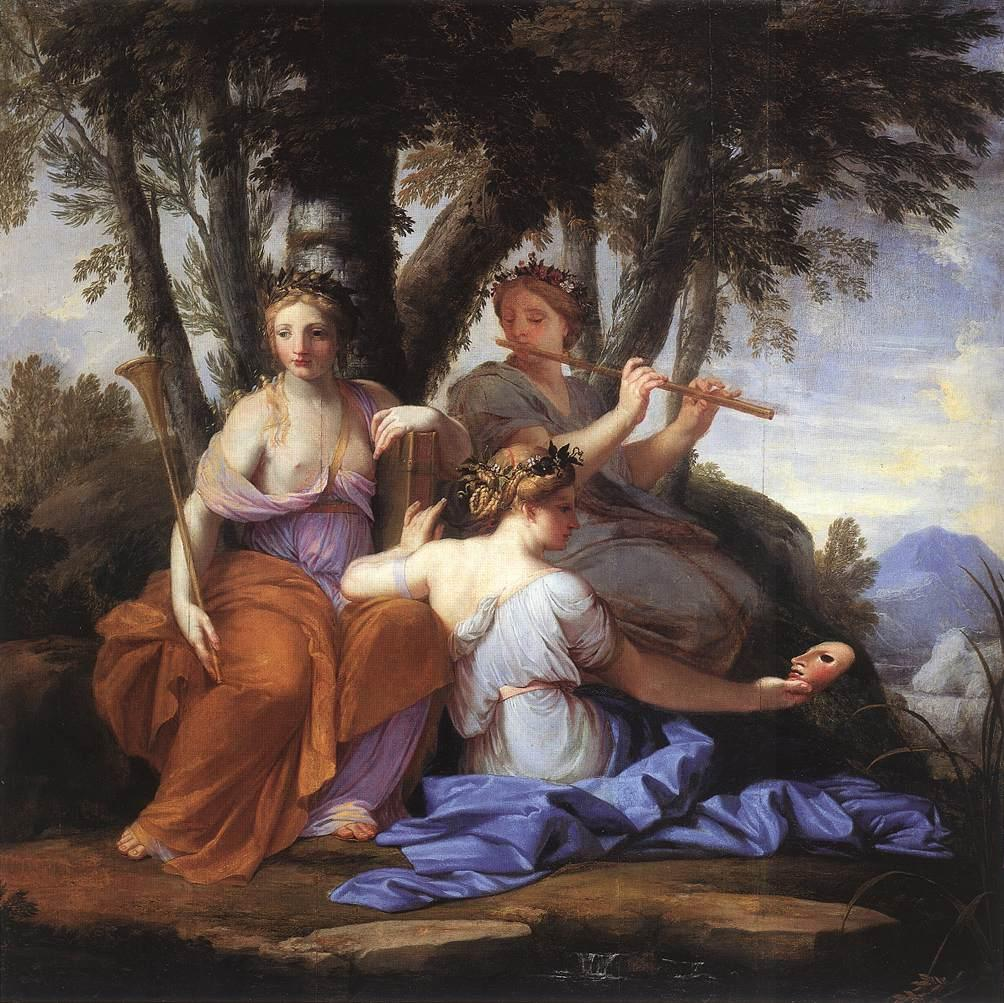
Clio, Euterpe și Thalia
(tablou de Eustache Le Sueur)

Euterpe este una dintre cele nouă muze, fiica lui Zeus și Mnemosyne.
Numele Euterpe provine din cuvintele grecești εὖ (bun, bine) și τέρπ-εω (a face plăcere) și înseamnă "cea care face multă plăcere".

## Mitologie
În perioada clasică, Euterpe era considerată muza poeziei lirice și era portretizată cu un fluier. Euterpe l-a conceput pe Rhesus, după ce a rămas însărcinată de zeul-fluviu Strymon.
Euterpe este menționată de Hesiod, Apollodor, Cicero și Diodorus Siculus.
Celelalte opt muze sunt: Calliope, Clio, Erato, Melpomene, Polyhymnia, Terpsichore, Thalia și Urania.